# Список прем'єр-міністрів Габону
У статті подано список Прем'єр-міністрів Габону.
1959 року посаду було започатковано, 1961 — ліквідовано. 1975 року посаду прем'єр-міністра було відновлено.

## Список прем'єр-міністрів Габону
| №  | Ім'я                          | Портрет | Роки життя                           | Початок терміну   | Кінець терміну   |
| -- | ----------------------------- | ------- | ------------------------------------ | ----------------- | ---------------- |
| 1  | Леон Мба                      |         | 9 лютого 1902— 27 листопада 1967     | 28 листопада 1959 | 17 серпня 1960   |
| 2  | Леон Мебіам                   |         | нар. 1 вересня 1934                  | 16 квітня 1975    | 3 травня 1990    |
| 3  | Казимир Ойє-Мба               |         | нар. 20 квітня 1942- 16 вересня 2021 | 3 травня 1990     | 2 листопада 1994 |
| 4  | Полін Обам-Нгема              |         | нар. 28 грудня 1934—11 грудня 2023   | 2 листопада 1994  | 23 січня 1999    |
| 5  | Жан-Франсуа Нтутум Еман       |         | нар. 6 жовтня 1939                   | 23 січня 1999     | 20 січня 2006    |
| 6  | Жан Ейєг Ндонг                |         | нар. 12 лютого 1946                  | 20 січня 2006     | 17 липня 2009    |
| 7  | Поль Бійоге Мба               |         | нар. 18 квітня 1953                  | 17 липня 2009     | лютий 2012       |
| 8  | Раймон Ндонг Сіма             |         | нар. 23 січня 1955                   | лютий 2012        | 24 січня 2014    |
| 9  | Даніель Она Ондо              |         | нар. 1945                            | 24 січня 2014     | 29 вересня 2016  |
| 10 | Еммануель Іссозе-Нґонде       |         | нар. 2 квітня 1961                   | 29 вересня 2016   | 2019             |
| 11 | Роуз Крістіане Оссука Рапонда |         |                                      | 2020              | 2023             |
| 12 | Ален-Клод Білі від Nze        |         |                                      | 2023              | 2023             |
| 13 | Раймон Ндонг Сіма             |         |                                      | 2023              |                  |